# Zdrojówka rutewkowata
Zdrojówka rutewkowata (Isopyrum thalictroides L.) – gatunek rośliny wieloletniej należący do rodziny jaskrowatych. Występuje w południowej oraz środkowej Europie. W Polsce roślina średnio pospolita (3 w 5 stopniowej skali częstości występowania), głównie w Polsce centralnej i wschodniej, w Polsce zachodniej jest wielką rzadkością.

## Morfologia
PokrójRoślina swoim wyglądem przypomina zawilca gajowego. Po wytworzeniu owoców nadziemny pęd szybko obumiera, dlatego w lecie rośliny tej już nie spotyka się w lesie.
ŁodygaWzniesiona, nierozgałęziająca się, dość gruba, o wysokości do 30 cm, dołem bezlistna. Pod ziemią roślina posiada kłącze.
LiścieCiemnozielone, podwójnie trójsieczne. Odcinki drugiego rzędu są zaokrąglone i dłoniasto 2 lub 3 wrębne. Wyrastają skrętolegle na długich ogonkach i posiadają błoniaste przylistki.
KwiatyDrobne, wyrastają pojedynczo w kątach górnych liści na długich szypułkach. Okwiat składa się z 5 działek kielicha, 5 białych płatków korony, 5 listków miodnikowych o łyżkowatym kształcie, 2 słupków i ponad 20 pręcików. Działki kielicha są białe podobnie, ostro zakończone i większe od płatków korony.
OwocPokryte żeberkami, płaskie mieszki. Nasiona mają jajowaty kształt i są poprzecznie zmarszczone.

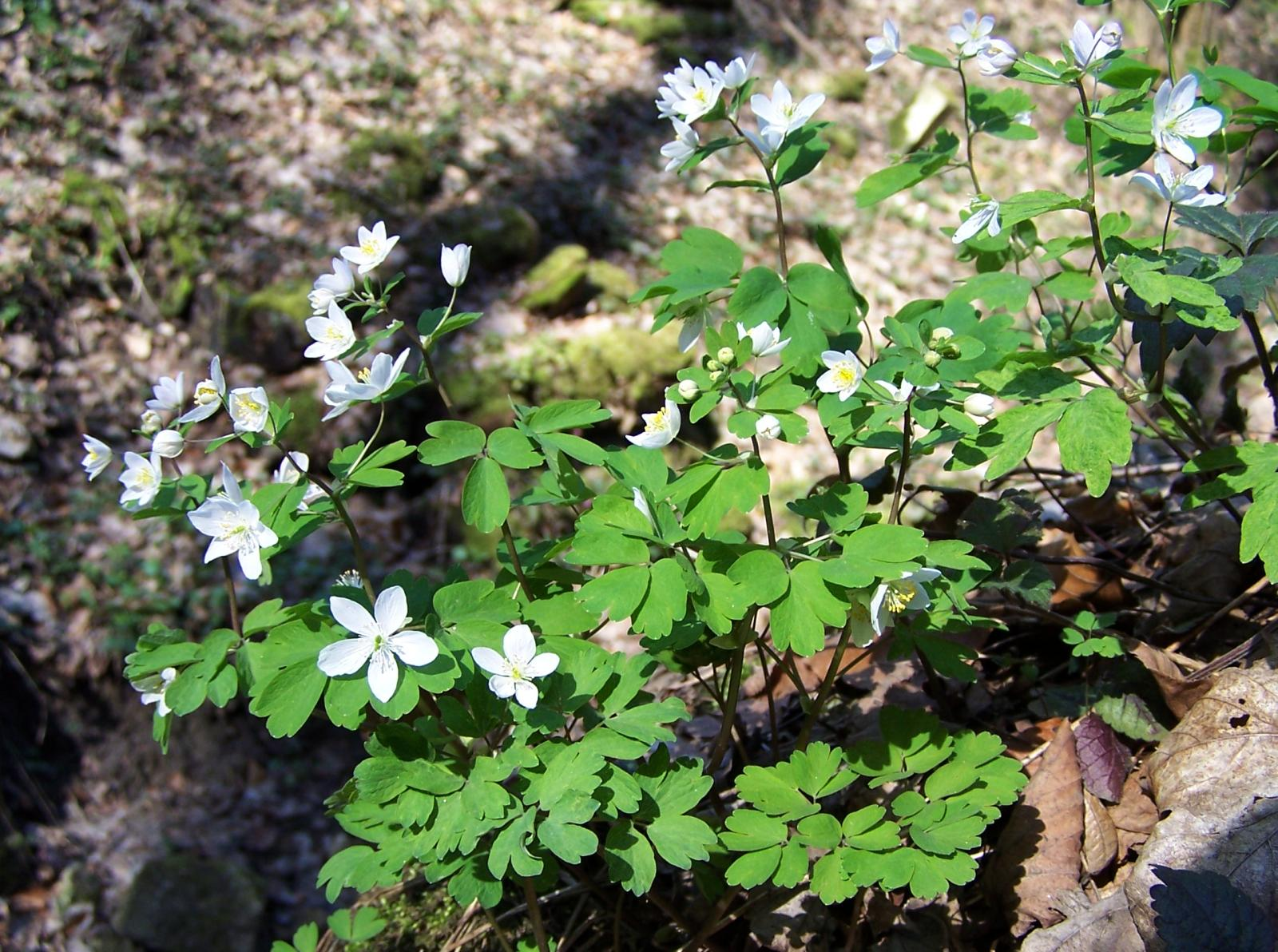
Pokrój
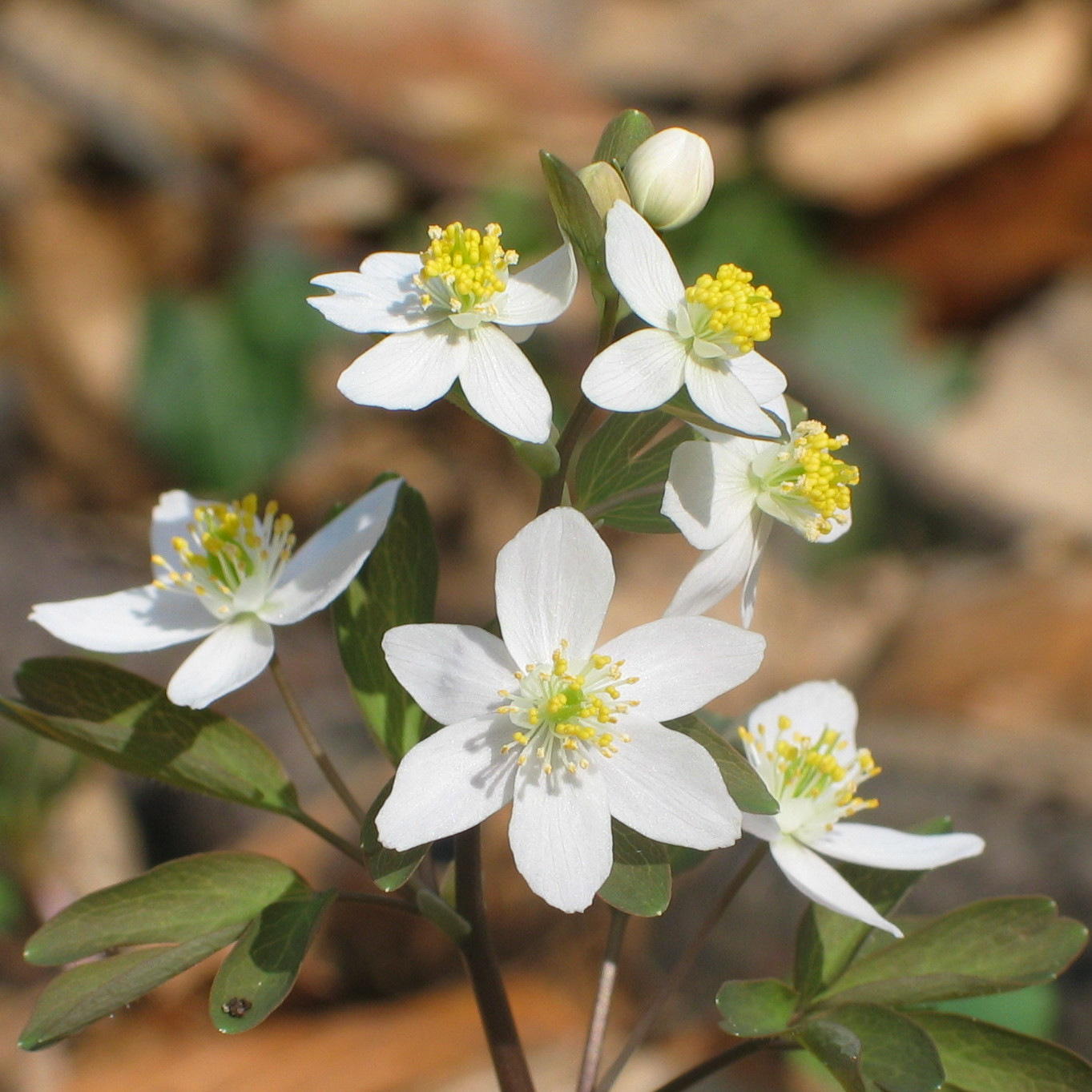
Kwiatostan
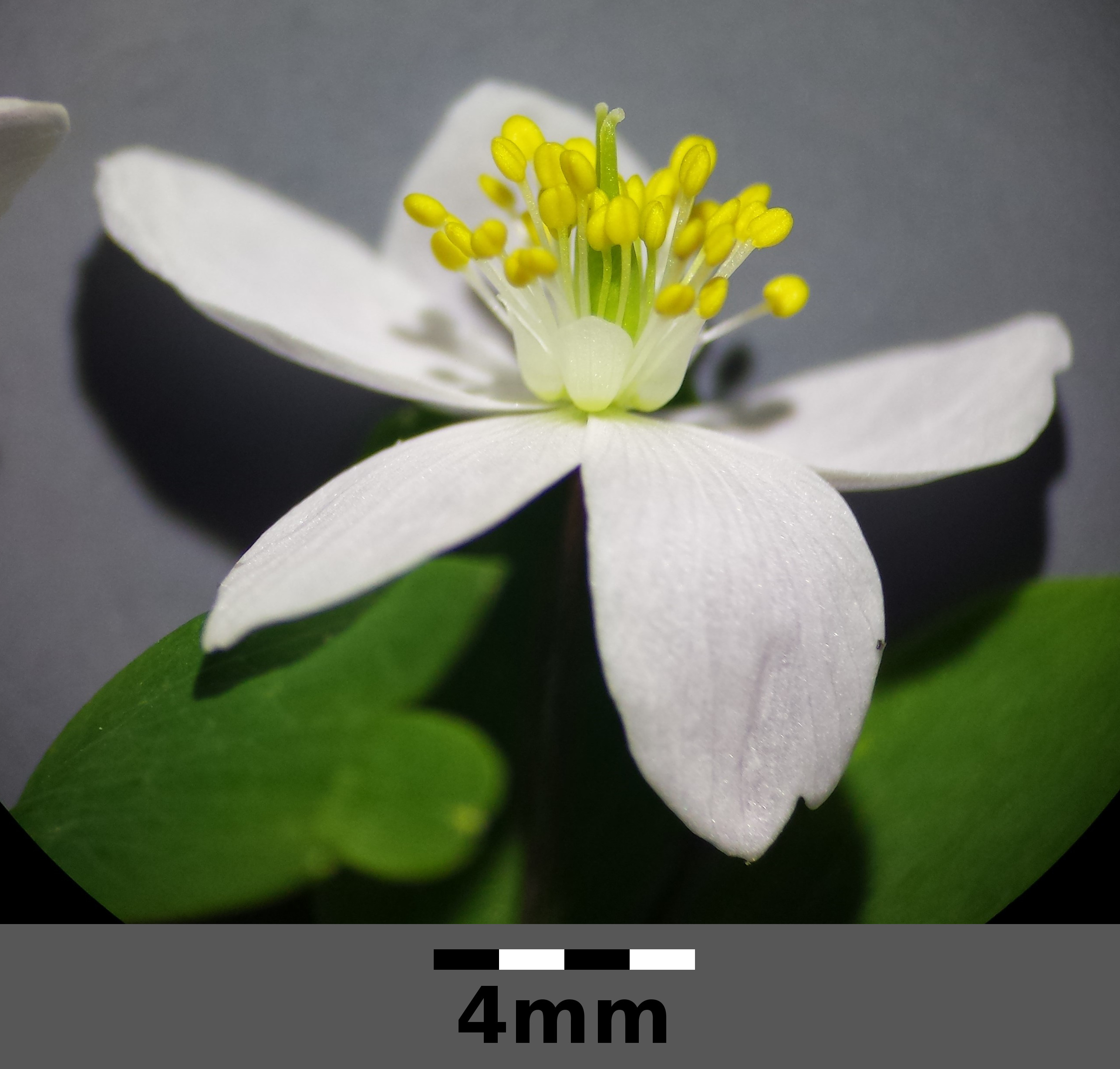
Kwiat
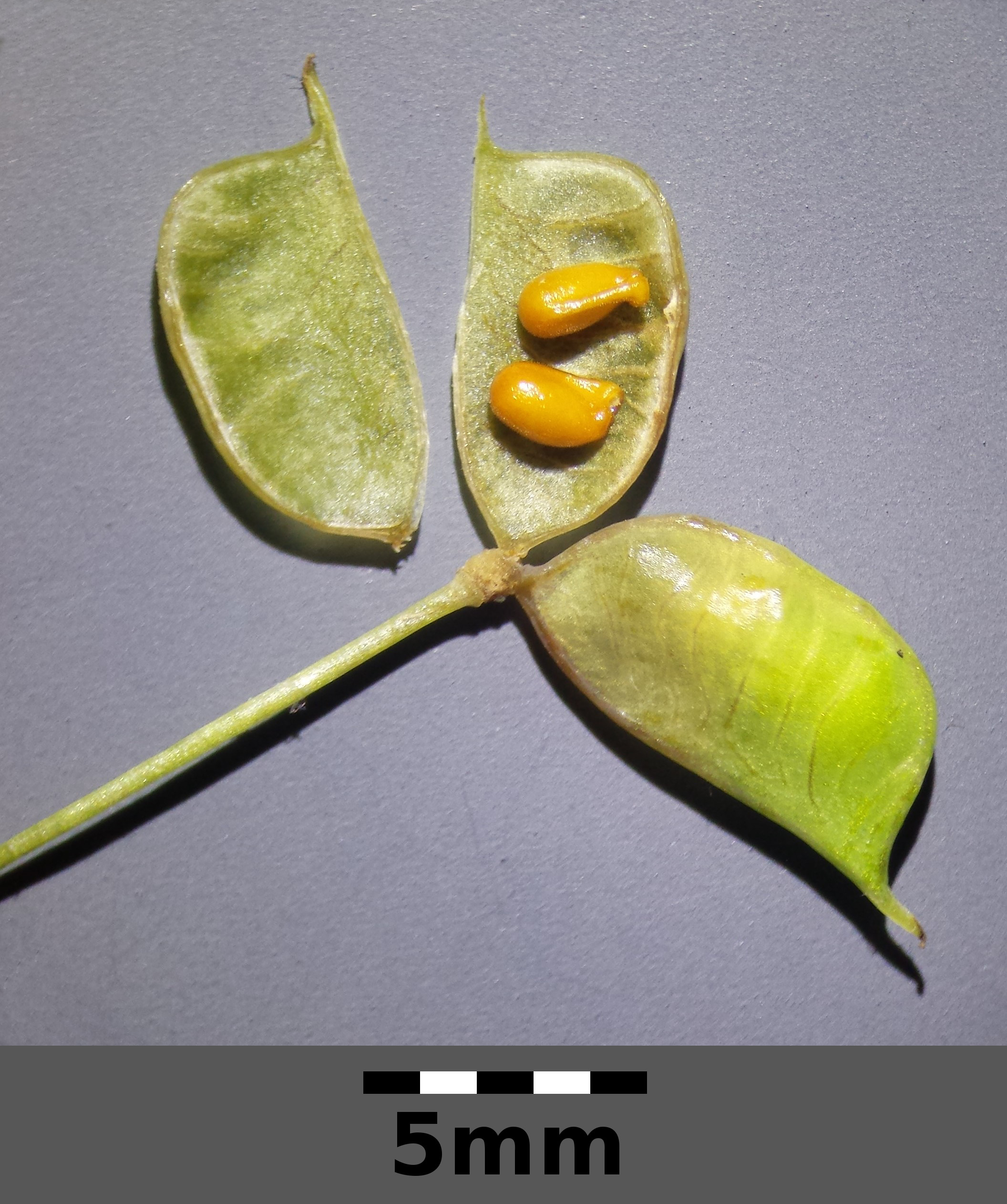
Owoc i nasiona

## Biologia i ekologia
Bylina, geofit ryzomowy. Kwitnie od marca do maja, jest rośliną miododajną i owadopylną. Występuje w cienistych lasach liściastych i zaroślach. Wymaga gleb próchnicznych lub gliniastych. W klasyfikacji zbiorowisk roślinnych gatunek charakterystyczny dla rzędu (O). Fagetalia. Roślina trująca.